# Saliceto, Piemonte
Saliceto är en ort och kommun i provinsen Cuneo i regionen Piemonte i Italien. Kommunen hade 1 256 invånare (2018).